# 蒂薩河上的小鴨
蒂薩河上的小鴨（烏克蘭語：Пливе́ ка́ча по Тиси́ні, plyve kacha po Tysyni）是烏克蘭蘭科人的一首民謠，21世紀因常在抗議示威中被用作罹難者的安魂曲而廣為人知，包括2013年－2014年烏克蘭親歐盟示威運動、尊嚴革命與2022年俄烏戰爭中均有使用。

## 起源
烏克蘭民俗學者Ivan Khlanta表示〈蒂薩河上的小鴨〉最早是由音樂家德索·扎多爾於1940年代在烏克蘭西部外喀爾巴阡地區的沃洛韋齊錄製，於1944年首次發表於專輯《外外喀爾巴阡的魯塞尼亞民謠》中 。這首歌的傳統版本歌詞為描述一名年輕女性拒絕母親的安排，不願下嫁一名自己不愛的男人，1940年代作家瓦西爾·格蘭德薩-頓斯基重新譜寫歌詞，將其改為描述一名準備出征的士兵。多數版本歌詞中，河裡游泳的小鴨均是象徵死亡與前往另一個世界的旅途 。

## 歷史
〈蒂薩河上的小鴨〉首次在舞台上的公開演唱為1960年代外喀爾巴阡民謠歌手Vira Baganych，1972年發行的專輯「曲調」（Мелодія）中收錄了她演唱的〈蒂薩河上的小鴨〉。
1986年本曲再度為烏克蘭文化界所關注，被利維夫的樂團Vatra收錄於其曲目中，由奥克萨娜·比羅齊爾演唱 。

### 在抗議中使用
2014年1月烏克蘭親歐盟示威運動期間，〈蒂薩河上的小鴨〉在騷亂中中彈身亡的白俄羅斯活動家米哈伊爾·日茲涅夫斯基喪禮上播放，日茲涅夫斯基身前曾向友人透露這是他最喜歡的歌曲。這首歌因歌詞寓意，在烏克蘭親歐盟示威運動、尊嚴革命與2022年俄烏戰爭中多次被用作陣亡的抗議者或士兵的鎮魂曲。
2022年俄烏戰爭時，2名親俄羅斯的演奏者在亞速鋼鐵廠的廢墟以烏克蘭語演唱〈蒂薩河上的小鴨〉，並在影片中加入馬里烏波爾圍城戰中亞速營士兵保衛亞速鋼廠時被俄軍開火攻擊的畫面以嘲諷烏克蘭，引起烏克蘭人群情激憤，影片上傳至Youtube後因違反該平台仇恨言論的政策而被刪除。